# علي أصغر (رسام)
علي أصغر (نشط في 1570-1600 م) كان رسامًا إيرانيًا في البلاط الصفوي. كان والد الرسام المصغر الشهير رضا عباسي، الذي ربما تأثرت أعماله المبكرة بعلي أصغر.

## السيرة
علي أصغر كان من مواليد كاشان. وبحسب روايات قاضي أحمد [الإنجليزية]، فإن علي أصغر كان أحد أساتذته (قاضي أحمد) في الرسم المصغر. من المرجح أن يكون قد بدأ حياته المهنية في عهد الشاه الصفوي طهماسب الأول (حكم. 1524-1576)، قبل أن ينتقل إلى مشهد حيث أصبح أحد الرسامين الرائدين في خدمة الحاكم الأمير إبراهيم ميرزا، إلى جانب الشيخ محمد وعبد الله.
وفقًا للمؤرخ البلاطي إسكندر بيك منشي، فقد برع علي أصغر في رسم المناظر الطبيعية (الشوارع والأشجار). عمل لاحقًا مع الشاه إسماعيل الثاني (حكم. 1576-1577) في العاصمة الصفوية قزوين.
لا توجد سوى لوحتين باقيتين تحملان نسبًا إلى فرشاة علي أصغر نفسه: الصفحة الأولى المكونة من صفحتين من مخطوطة من ستينيات القرن السادس عشر لكتاب هاتفي المسماى تيمور نامه، و"إسكندر يبني السور الحديدي" من شاهنامه الشاه إسماعيل الثاني التي تعود إلى عامي 1576 و1577. كما نسب بي دبليو روبنسون إلى علي أصغر رسم الصفحة الأولى المكونة من صفحتين من هذه المخطوطة، "الصيد الملكي"، استنادًا إلى رسم الشاهنامه المذكور أعلاه.
بالإضافة إلى كونه نماذج حقيقية للأعمال الفنية المبكرة لابنه الشهير رضا عباسي، ربما كان علي أصغر بمثابة مقدمة رضا لأعمال ميرزا علي (الذي ازدهر من ثلاثينيات القرن السادس عشر حتى حوالي عام 1580) والرسامين المعاصرين المشهورين مثل الشيخ محمد ومحمدي.